# Erkki Lindfors
Erkki Napoleon Lindfors, född 10 november 1913 i Tammerfors, död där 11 januari 1969, var en finländsk stadsdirektör.
Lindfors var från 1940 ombudsman för Finlands vapenbrödraförbund i Tammerfors och inträdde efter krigsslutet i Tammerfors stads tjänst; han blev biträdande stadsdirektör 1947 och stadsdirektör 1957. Lindfors, som var socialdemokrat, upprättade inom kommunalpolitiken ett framgångsrikt samarbete mellan sitt parti och de borgerliga mot kommunisterna. Under den socialdemokratiska partisplittringens tid var Lindfors mycket kritisk till Väinö Leskinen, men stannade kvar inom partiet och arbetade för att åstadkomma en så kallad tredje linje. Han hade bakom kulisserna även ett visst inflytande över rikspolitiken. Han var andre socialminister och andre kommunikationsminister i Rainer von Fieandts kortvariga tjänstemannaregering 1957–1958.